# 에이랴쿠
에이랴쿠(일본어: 永暦えいりゃく)는 일본의 연호(元号) 중 하나이다.
- 전후 : 헤이지(平治) 이후 - 오호(応保) 이전.
- 시기 : 1160년 ~ 1161년
- 천황 : 니조 천황

## 개원(改元)
- 헤이지 2년 1월 10일(율리우스력 1160년 2월 18일), 대란(헤이지의 난)을 이유로 개원.
- 에이랴쿠 2년 9월 4일(율리우스력 1161년 9월 24일), 오호로 개원된다.

## 출전
『후한서・변양전』의 「馳淳化於黎元、永歴代而太平」.

## 서력과의 대조표
| 에이랴쿠 | 원년   | 2년    |
| 서력     | 1160년 | 1161년 |
| 간지     | 경진   | 신사   |

## 같이 보기
- 일본의 연호 일람
- 영력(永暦) : 남명(南明)의 연호(1647년 ~ 1662년).

| 이전 헤이지 | 일본의 연호 1160년 ~ 1161년 | 다음 오호 |